# Nasriden
De Nasriden was een Arabische islamitische dynastie die heerste over Taifa Arjona en later het Emiraat Granada, die regeerde van 1237 tot 1492, het jaar waarin Spanje de Moorse heersers over het Iberisch Schiereiland definitief versloeg. De Nasriden waren afstammelingen van Sa'd ibn Ubadah, hoofd van de Banu Khazraj, een Arabische clan.

## Geschiedenis

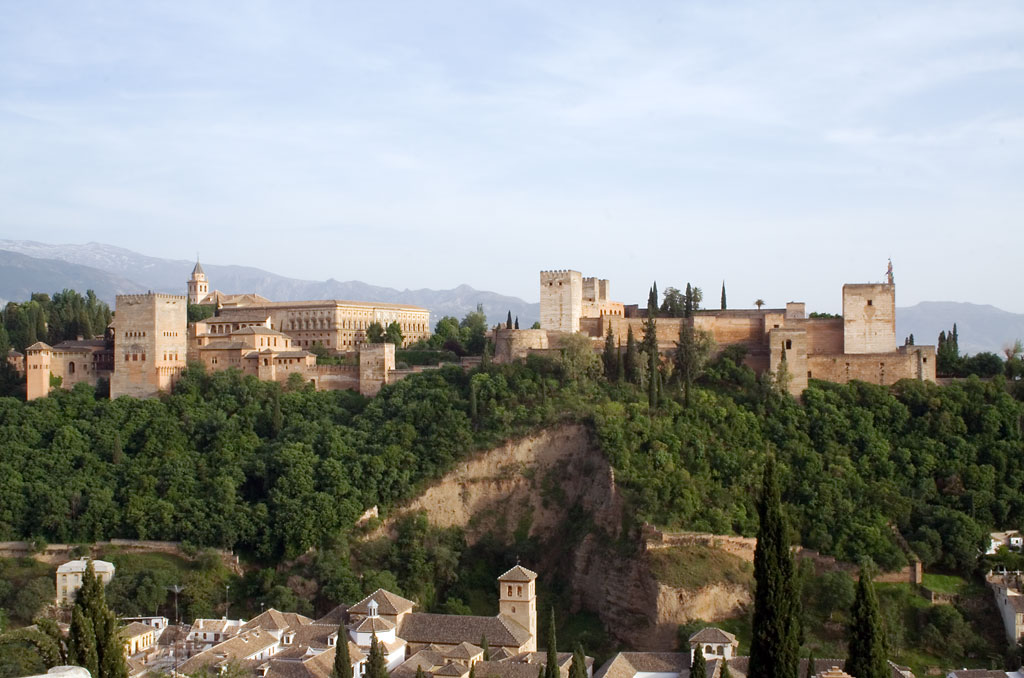
Zicht op het Alhambra

### Opkomst
Het Nasridenrijk werd in 1237 gesticht door sultan Mohammed I ibn Nasr, waarbij hij de macht over Granada, Almería en Málaga verkreeg. In 1245 moest hij echter het hogere gezag van koninkrijk Castilië erkennen. Tijdens de heerschappij van Mohammed I konden moslimvluchtelingen uit de omgeving opgevangen worden in het sultanaat en speelde hij de Christelijke koninkrijken Castilië en Aragon tegen elkaar uit. Onder Mohammed II al-Faqih, die heerste van 1272 tot 1302, begonnen de Meriniden uit Marokko troepen naar Andalusië te sturen zodat de Nasriden de Meriniden als meerderen zouden moeten erkennen.

### Hoogtepunt
Het sultanaat van Granada kende een cultureel en wetenschappelijk hoogtepunt tijdens de heerschappij van Yusuf I (1333 - 1354) en Mohammed V (1354 - 1391). In deze tijd slaagden de Nasriden erin de controle over de zeestraat van Gibraltar terug te winnen en hun handel uit te breiden. Ook werd de stad Granada flink uitgebreid en in het Alhambra werden verschillende paleizen gebouwd. Uit deze tijd dateert onder andere het Leeuwenhof in het Alhambra.

### Ondergang
In de vijftiende eeuw begon de ondergang van het sultanaat door een onderlinge strijd om de macht tussen verschillende hooggeplaatsten. Bij aanvallen vanuit Castilië ging ook de heerschappij over Gibraltar in 1462 verloren. Hoewel tijdens het bewind van Abu l-Hasan Ali (1464 - 1482) de vrede geconsolideerd werd, verkreeg Castilië door zijn bondgenootschap met Aragón in 1479 een sterk overwicht over de Nasriden. Vanaf 1485 begon het dan verenigde Spanje met een offensief tegen het laatste moslimbolwerk in Granada, dat zich uiteindelijk in 1492 onder leiding van Boabdil moest overgeven.

## Heersers der Nasriden
- Mohammed I ibn Nasr (1232 - 1273)
- Mohammed II al-Faqih (1273 - 1302)
- Mohammed III (1302 - 1309)
- Nasr (1309 - 1314)
- Ismail I (1314 - 1325)
- Mohammed IV (1325 - 1333)
- Yusuf I (1333 - 1354)
- Mohammed V (1354 - 1359) - afgezet
- Ismail II (1359 - 1360)
- Mohammed VI (1360 - 1362)
- Mohammed V (1362 - 1391) - machtshervatting
- Yusuf II (1391 - 1392)
- Mohammed VII (1392 - 1408)
- Yusuf III (1408 - 1417)
- Mohammed VIII (1417 - 1419) - afgezet
- Mohammed IX (1419 - 1427) - afgezet
- Mohammed VIII (1427 - 1429) - machtshervatting, afgezet, stierf in 1431
- Mohammed IX (1429 - 1431) - machtshervatting, afgezet
- Yusuf IV (1432)
- Mohammed IX (1432 - 1445) - machtshervatting, afgezet
- Mohammed X (1445) - afgezet
- Yusuf V (1445 - 1446) - afgezet
- Mohammed X (1446 - 1448) - machtshervatting, afgezet
- Mohammed IX (1448 - 1453) - machtshervatting
- Mohammed XI (1453 - 1455) - afgezet
- Said (1455 - 1462)
- Yusuf V (1462) - machtshervatting, afgezet
- Said (1462 - 1464) - machtshervatting, afgezet, stierf in 1465
- Abul-Hasan Ali (1464 - 1482)
- Mohammed XII (Boabdil) "De Ongelukkige" (1482 - 1483)
- Abul-Hasan Ali (1483 - 1485) - machtshervatting, afgezet
- Mohammed XIII (1485 - 1487) - afgezet
- Mohammed XII (Boabdil) (1487 - 1492) - machtshervatting